# Józef Szafraniec
Józef Szafraniec (o. Stefan od św. Józefa, ur. 18 lutego 1914 w Sowinie, zm. 16 grudnia 1990 w Sadowiu-Golgocie) – pasjonista, misjonarz i rekolekcjonista. 

## Młodość
W 1921 roku rozpoczął naukę w miejscowej szkole powszechnej pod kierownictwem Wojciecha Rozpary, wybitnego nauczyciela, patrioty i społecznika, który swoim pozytywnym oddziaływaniem na miejscową społeczność, przyczynił się do tego, że rodzice Józefa Szafrańca po skończeniu szkoły powszechnej, wysłali go „w świat na nauki”. Był w tym czasie jednym z dwojga sowińskich dzieci (także Zofia Frączek), którym rodzice zapewnili dalszą naukę, bowiem większość tutejszych dzieci pozostawała na wsi i pomagała rodzicom.

## Nowicjat i początki życia zakonnego
Józef Szafraniec „w 1932 r. wstąpił do Alumnatu w Przasnyszu” otrzymując imię zakonne, Stefan od św. Józefa, który ukończył 11 listopada 1934 r. W 1936 roku wyjechał na studia do Rzymu. 3 lipca 1938 roku w Rzymie otrzymał święcenia kapłańskie. W 1939 roku powrócił do kraju, by rozpocząć tułaczkę wojenną od parafii w Tucznie (Podlasie), gdzie spędził kilka pierwszych wojennych miesięcy „wraz o. Bernardem Kryszkiewiczem i konfr. Wacławem Wojciechowskim”. Do klasztoru Pasjonistów w Rawie Mazwieckiej, jedynej własności zgromadzenia na terenach Polski, dołączył w 1940 roku. Po jakimś czasie klasztor ten zamienił się w szpital wojenny. „Zakonnicy, którzy powrócili w 1940 roku (B. Kryszkiewicz, o. Stefan Szafraniec, o. Tytus Kołakowski, o. Leon Morawski, trzej klerycy), rozpoczęli działalność duszpasterską, dołączając także do niej opiekę nad rannymi żołnierzami”. Z tego okresu pochodzą informacje, które nie mają potwierdzeń w dokumentach historycznych, dotyczące działalności o. Stefana Szafrańca w VI Oddziale ZWZ/AK w Rawie Mazowieckiej, jako kapelana tego oddziału. Nie jest też wymieniony w katalogach kapelanów podziemia. Jednak ważną informacją w tej sprawie jest rękopis wspomnień Zofii Lisickiej (działaczka ruchu oporu), w którym pisze, że o. Stefan Szafraniec „(…)współpracował z czołowymi działaczami tego ruchu”. 

## Przełożony Pasjonistów
O. Szafraniec 2 sierpnia 1945 roku wraz z innymi przybył do Sadowia, by przywracać klasztor do życia, który został spustoszony przez okupanta, a „(…)od maja 1948 r. jest przełożonym tego klasztoru”. Od 1951 r. przez sześć lat jest członkiem zarządu Prowincji, a w latach 1954-1957, przełożonym klasztoru w Przasnyszu. W 1958 roku Stolica Apostolska erygowała polską prowincję zakonną Pasjonistów pw. Wniebowzięcia NMP. W 1960 r. o. Stefan Szafraniec wybrany został na prowincjała i funkcję tę sprawował do 1969 roku. 

## Proboszcz i duszpasterz
Od roku 1975 klasztor w Sadowiu pełni jeszcze inną funkcję. Dekretem Metropolity Poznańskiego, Arcybiskupa Antoniego Baraniaka (8 września 1975 r.), przy klasztorze został ustanowiony ośrodek duszpasterski „na prawach parafii”. Pierwszym jej proboszczem został mianowany O. Stefan Szafraniec (tu rozpoczynał swoje życie zakonne i były wieloletni przełożony tego klasztoru). Należał do aktywnych rekolekcjonistów i misjonarzy. Klasztor już wcześniej i tak wykonywał prace i zadania duszpasterskie względem tych parafian, którzy z powodu dużych odległości od parafialnego kościoła w Wysocku, uczęszczali do Sadowia. Do nowej parafii należą w tym czasie wsie: Sadowie, Westrza, Parczew i część Wtórku. W 1979 r. z jego inicjatywy, jako przełożonego i proboszcza (według jego projektu i pod jego nadzorem), parafianie dokonali przebudowy kościoła. W otoczeniu Sanktuarium, po stronie Kalwarii, usytuowana jest dzwonnica, ołtarz polowy, a poniżej Grobowiec Ojców Pasjonistów. 

## Schyłek życia
O. Stefan Szafraniec w 1984 roku obchodził 50-lecie profesji zakonnej a w 1988 roku, 50-lecie kapłaństwa. O. Szafraniec, zmarł nagle w niedzielę 16 grudnia 1990 r. i pochowany został w Grobowcu Ojców Pasjonistów w Sadowiu. Na wiadomość o jego śmierci jeden ze współbraci napisał: „o. Stefan był człowiekiem spokojnego działania i posługi, oddanym Zgromadzeniu. Jego wyważone decyzje mogłyby nam skłonnym do działań bardziej przyśpieszonych być przykładem (…)Miał na pewno poczucie odpowiedzialności za dobro wspólne…”